# Список судинних рослин України — бобовоцвіті
Список місцевих рослин України з порядку бобовоцвіті є продовженням Списку судинних рослин України. Бобоцвіті (Fabales) в рідній флорі України представлені двома родинами: бобові (Fabaceae) та китяткові (Polygalaceae).

### Місцеві бобовоцвіті (Fabales)
| №   | Вид | Розповсюдження в Україні | Джерело інформації | Родина                 | Зображення |
| --- | --- | --- | ------------------ | ---------------------- | ---------- |
| 1   | Заяча конюшина звичайна Anthyllis vulneraria L., у т. ч. Anthyllis alpestris Rchb., Anthyllis arenaria (Rupr.) Juz., Anthyllis biebersteiniana Popl. ex Juz., Anthyllis carpatica Pant., Anthyllis macrocephala Wender., Anthyllis schiwerescii (DC.) Błocki, Anthyllis taurica Juz. | На луках, на схилах, у чагарниках — по всій території | [ 2 ]              | Бобові Fabaceae        |            |
| 2   | Срібнобобовець Біберштайна Argyrolobium biebersteinii L. | На узліссях, серед чагарників, на сланцевих схилах — у зх. ч. гірського Криму, досить рідко | [ 3 ]              | …                      |            |
| 3   | Астрагал білостеблий Astragalus albicaulis DC., syn. Astragalus glaucus M.Bieb. | На крейдяних відслоненнях — у басейнах Дінця і Міуса, зрідка | [ 4 ]              | …                      |            |
| 4   | Астрагал довголистий Astragalus dolichophyllus Pall. | На степах, степових схилах, відслоненнях — зрідка в Степу і Криму | …                  | …                      |            |
| 5   | Астрагал французький Astragalus monspessulanus L. | На кам'янистих, головним чином вапнякових, схилах — у 3. Лісостепу (Хмельницька і Вінницька області). У ЧКУ має статус «вразливий» | …                  | …                      |            |
| 6   | Астрагал еспарцетний Astragalus onobrychis L., у т. ч. Astragalus borysthenicus Klokov | На степах, схилах, оголеннях і пісках — на всій території, зазвичай, крім північних лісових районів, де зрідка | …                  | …                      |            |
| 7   | Астрагал міхурчастий Astragalus physodes L., syn. Astragalus suprapilosus Gontsch. | На гірських і степових схилах — у Криму | …                  | …                      |            |
| 8   | Астрагал зігнутий Astragalus reduncus Pall., syn. Astragalus similis Boriss. | На степах, перелогах і пасовищах — у Криму (Перекоп, Євпаторія, Феодосія, о. Чонгар) й херсонському Присивашші. У ЧКУ має статус «зникаючий» | …                  | …                      |            |
| 9   | Астрагал яйцеплодий Astragalus testiculatus Pall. | На степах і кам'янистих схилах — на сході Лісостепу і Степу (Донецька, Луганська, Херсонська області). У ЧКУ має статус «рідкісний» | …                  | …                      |            |
| 10  | Astragalus pseudotataricus Boriss., syn. Astragalus subuliformis var. tataricus DC. | У Причорномор'ї | [ 5 ]              | …                      |            |
| 11  | Astragalus alpinus L. | Закарпаття, але інформація потребує перевірки | …                  | …                      |            |
| 12  | Astragalus brachylobus DC. | У Криму | …                  | …                      |            |
| 13  | Astragalus fragrans Willd. | У Криму (околиці м. Алушти: урочище Алабач, 1250 м над р. м.) | …                  | …                      |            |
| 14  | Астрагал висунський Astragalus visunicus Kuczer. | Дуже рідко на Правобережжі Степу (північнопричорноморський ендемік) | …                  | …                      |            |
| 15  | Астрагал пісковий Astragalus arenarius L. | На пісках, у соснових лісах — на Поліссі та Лісостепу, зрідка. У ЧКУ має статус «вразливий» | [ 6 ]              | …                      |            |
| 16  | Астрагал шорсткий Astragalus asper Jacq. | У степах, на степових і кам'янистих схилах — у пд. ч. Лісостепу, Степу та Степовому Криму | …                  | …                      |            |
| 17  | Астрагал південний Astragalus australis (L.) Lam., syn. Astragalus krajinae Domin | На скелях — у Карпатах | …                  | …                      |            |
| 18  | Астрагал австрійський Astragalus austriacus Jacq., syn. Astragalus tenuifolius L. | У степах, на степових і кам'янистих схилах — у пд. ч. Лісостепу, Степу та Степовому Криму | …                  | …                      |            |
| 19  | Астрагал данський Astragalus danicus Retz. | На степах, степових схилах, сухих луках, лісових галявинах і узліссях — у Лісостепу, зрідка | …                  | …                      |            |
| 20  | Астрагал солодколистоподібний Astragalus glycyphylloides DC. | У лісах — у донецькому Лісостепу (Луганська обл.) й Криму, рідко | …                  | …                      |            |
| 21  | Астрагал солодколистий Astragalus glycyphyllos L. | По чагарниках і лісах — на всій території | …                  | …                      |            |
| 22  | Астрагал каменеломний Astragalus rupifragus Pall., syn. Astragalus sareptanus A.K.Becker | У степах і кам'янистих схилах — у гірському Криму й на Керченському півострові | …                  | …                      |            |
| 23  | Астрагал щетинястий Astragalus setosulus Gontsch. | На скелях — на півдні Криму. У ЧКУ має статус «зникаючий» | …                  | …                      |            |
| 24  | Астрагал козлятникоподібний Astragalus galegiformis L. | На луках — у Лісостепу (Київська обл. Миронівський р-н, с. Дударі; Одеська обл., по р. Ягорлик), рідко | …                  | …                      |            |
| 25  | Астрагал нутовий Astragalus cicer L. | У степах, на лісових галявинах, луках, лугових і степових схилах, у чагарниках — на всій території | [ 7 ]              | …                      |            |
| 26  | Astragalus buchtormensis Pall., syn. Astragalus henningii (Steven) Boriss. | На степах, вапняках і кам'янистих схилах — на півдні Степу, в Донецькому Лісостепу, зрідка в Криму (Тарханкутський півострів) | [ 8 ]              | …                      |            |
| 27  | Астрагал волохатоцвітий Astragalus dasyanthus Pall. | На степах і степових схилах — у Лісостепу та на півночі Степу, як правило; на півдні Степу та в Криму, зрідка. У ЧКУ має статус «вразливий» | …                  | …                      |            |
| 28  | Астрагал безстеблий Astragalus exscapus L., у т. ч. Astragalus pubiflorus DC. | На степових і вапнякових схилах — у 3. Лісостепу (Одеська обл., Красноокнянський р-н, с. Розівка) та Правобережному Степу (Одеська обл., сел. Тарутине). У ЧКУ має статус «рідкісний» | …                  | …                      |            |
| 29  | Астрагал гостроплодий Astragalus oxyglottis Steven ex M.Bieb. | На сухих кам'янистих схилах — у Криму | …                  | …                      |            |
| 30  | Астрагал причорноморський Astragalus ponticus Pall. | На кам'янистих, переважно вапнякових, схилах, на степах, степових схилах — на заході Лісостепу, в Степу, Криму. У ЧКУ має статус «вразливий» | …                  | …                      |            |
| 31  | Астрагал борознистий Astragalus sulcatus L. | На вологих луках, лісових галявинах, схилах, відслоненнях — у Лісостепу і Степу | …                  | …                      |            |
| 32  | Астрагал міхурцевий Astragalus utriger Pall. | На кам'янистих схилах, обривах — у Криму | …                  | …                      |            |
| 33  | Астрагал скручений Astragalus contortuplicatus L. | На вологих піщаних і солонцюватих луках, у подах — у плавнях Дніпра, подах Асканії-Новій, дельті Дунаю | [ 9 ]              | …                      |            |
| 34  | Астрагал гачкуватий Astragalus hamosus L., syn. Astragalus brachyceras Ledeb. | На сухих кам'янистих схилах, у степах, на засмічених місцях — у Криму, звичайний | …                  | …                      |            |
| 35  | Астрагал синайський Astragalus sinaicus Boiss. | На сухих кам'янистих схилах — у Криму, рідко (Севастополь, від Балаклави до Гурзуфа) | …                  | …                      |            |
| 36  | Astragalus guttatus Banks & Sol., syn. Astragalus striatellus Pall. ex M.Bieb. | На пагорбах і сухих схилах — полиновий степ (Сиваш, о. Куюк-Тук), на ПБК (від Судака до Керчі) | …                  | …                      |            |
| 37  | Астрагал колючкуватий Astragalus arnacantha M.Bieb., syn. Astracantha arnacantha (M.Bieb.) Podlech, Tragacantha arnacantha (M.Bieb.) Steven | На кам'янистих схилах, пагорбах, скелях — у гірському Криму. У ЧКУ має статус «вразливий» | [ 10 ]             | …                      |            |
| 38  | Астрагал ріжкуватий Astragalus corniculatus M.Bieb. | На кам'янистих відслоненнях, степах — на півдні Лісостепу і в Степу | …                  | …                      |            |
| 39  | Астрагал рогоплодий Astragalus cornutus Pall., у т. ч. Astragalus cretophilus Klokov та Astragalus odessanus Besser | У Лісостепу (басейн Сів. Дінця) крейдяних відслоненнях і в Степу на вапнякових схилах | …                  | …                      |            |
| 40  | Astragalus macropus Bunge | На степах — на сході Лісостепу (Луганська обл., Міловський р-н, Стрілецький степ) | …                  | …                      |            |
| 41  | Астрагал блідий Astragalus pallescens M.Bieb., syn. Astragalus hypanicus Krytzka | На кам'янистих, крейдяних і лесових відслоненнях, на степах — на півдні Лісостепу і в Степу, в Степовому Криму, зрідка | …                  | …                      |            |
| 42  | Астрагал шилуватий Astragalus subuliformis DC. | На кам'янистих схилах у Криму | …                  | …                      |            |
| 43  | Астрагал український Astragalus ucrainicus Popov & Klokov | На крейдяних і вапнякових оголеннях, рідше в степах — на сході Лісостепу та в Степу | …                  | …                      |            |
| 44  | Астрагал мінливий Astragalus varius S.G.Gmel. | На пісках і супіщаних ґрунтах — на півдні Лісостепу і в Степу, зазвичай; у Криму, рідко | …                  | …                      |            |
| 45  | Астрагал пухирчастий Astragalus vesicarius L., syn. Astragalus albidus Waldst. & Kit. | На вапнякових і гранітних оголеннях — на заході Лісостепу та півдні Степу | …                  | …                      |            |
| 46  | Астрагал чашечковий Astragalus calycinus M.Bieb. | Луганська область. У ЧКУ має статус «рідкісний» | [ 11 ]             | …                      |            |
| 47  | Astragalus filiformis (DC.) Poir. | Крим | [ 12 ]             | …                      |            |
| 48  | Астрагал донський Astragalus tanaiticus K.Koch | Три місця знаходження на лівобережжі Сіверського Дінця (Луганська обл.), відділення «Кам'яні Могили» Українського степового ПЗ в Донецькій обл.; єдине місце знаходження у Дніпропетровській обл. (с. Великомихайлівка Покровського р-ну); дуже рідко по р. Оскол на Харківщині. У ЧКУ має статус «рідкісний» | [ 13 ]             | …                      |            |
| 49  | Астрагал Цингера Astragalus zingeri Korsh. | Диз'юнктивний ексклав у с. Новосвітловка Краснодонського р-ну Луганської обл. У ЧКУ має статус «зникаючий» | [ 14 ]             | …                      |            |
| 50  | Bituminaria bituminosa (L.) C.H.Stirt., syn. Psoralea bituminosa L. | У світлих лісах, чагарниках і на відкритих схилах у гірському Криму | [ 15 ]             | …                      |            |
| 51  | Вільгунець волзький Calophaca wolgarica (L.f.) Pall. ex Fisch. | На кам'янистих, вапнякових, крейдяних і гнейсових схилах — на південному сході УРСР та у Криму на Тарханкутському півострові. У ЧКУ має статус «вразливий» | [ 9 ]              | …                      |            |
| 52  | Жовта акація кущова Caragana frutex (L.) K.Koch, у т. ч. Caragana mollis (M.Bieb.) Besser | На степах, схилах і відслоненнях — на півдні Лісостепу і в Степу | [ 9 ]              | …                      |            |
| 53  | Жовта акація скіфська Caragana scythica (Kom.) Pojark. | На степах, степових схилах та оголеннях — на сході Лісостепу та Степу. У ЧКУ має статус «вразливий» | …                  | …                      |            |
| 54  | Зіновать біла Chamaecytisus albus (Hacq.) Rothm. | На узліссях і в чагарниках — тільки в зх. Лісостепу. У ЧКУ має статус «вразливий» | [ 16 ]             | …                      |            |
| 55  | Зіновать Литвинова Chamaecytisus litwinowii (Krecz.) Klásk. | На крейдових схилах — на Донеччині, дуже рідко | [ 17 ]             | …                      |            |
| 56  | Зіновать Цинґера Chamaecytisus zingeri (Nenukow ex Litv.) Klásk. | На піщаних ґрунтах у соснових лісах та узліссях — на Поліссі звичайно, у Лісостепу рідше | [ 18 ]             | …                      |            |
| 57  | Зіновать австрійська Chamaecytisus austriacus (L.) Link, у т. ч. Chamaecytisus graniticus (Rehmann) Rothm. | Переважно у лісостепових та в південній частині степових районах, рідше в лісових; в Криму лише в культурі | [ 5 ]              | …                      |            |
| 58  | Зіновать дніпровська Chamaecytisus borysthenicus (Gruner) Klásk. | У лісостепових та степових районах, переважно на Лівобережжі | …                  | …                      |            |
| 59  | Chamaecytisus elongatus (Waldst. & Kit.) Link | У Закарпатті, дуже рідко. Вид уключено до Червоного списку Закарпатської області | …                  | …                      |            |
| 60  | Chamaecytisus hirsutus (L.) Link, у т. ч. Chamaecytisus supinus, Chamaecytisus polytrichus, Chamaecytisus aggregatus, Chamaecytisus polytrichus | У Криму (ПБК) | …                  | …                      |            |
| 61  | Chamaecytisus leiocarpus (A.Kern.) Rothm. | У Закарпатті, дуже рідко (с. Оноківці [околиця Ужгорода]), потребує перевірки | …                  | …                      |            |
| 62  | Зіновать Ліндеманна Chamaecytisus lindemannii (Krecz.) Klásk. | Переважно в лісових та лісостепових районах, рідше в Степу | …                  | …                      |            |
| 63  | Зіновать борова Chamaecytisus pineticola Ivchenko | У південно-східній частині Українського Полісся; імовірно, має ширше поширення | …                  | …                      |            |
| 64  | Зіновать німецька Chamaecytisus ratisbonensis (Schaeff.) Rothm. | Переважно в лісових районах (Західне Полісся), рідко в Степу | …                  | …                      |            |
| 65  | Зіновать руська Chamaecytisus ruthenicus (Fisch. ex Woł.) Klásk., syn. Chamaecytisus kreczetoviczii (E.D.Wissjul.) Holub | По всій території, крім високогірних районів та степової зони (Полинового Степу) | …                  | …                      |            |
| 66  | Chamaecytisus triflorus (Lam.) Skalická | У Закарпатті, дуже рідко | …                  | …                      |            |
| 67  | Зіновать Пачоського Chamaecytisus paczoskii (Krecz.) Klásk. | У Прикарпатті, Розточчі-Опіллі, Волинській височині, Зх. Поділлі та пд. частині Правобережного Лісостепу, зрідка. У ЧКУ має статус «рідкісний» | [ 19 ]             | …                      |            |
| 68  | Зіновать подільська Chamaecytisus podolicus (Błocki) Klásk. | Спорадично у Передкарпатті, Зх. Поділлі, Розточчі-Опіллі, рідко в Зх. Поліссі та на Закарпатті. У ЧКУ має статус «вразливий» | [ 20 ]             | …                      |            |
| 69  | Cytisus kerneri Błocki, syn. Chamaecytisus blockianus Klásk. ex Czerep. | На узліссях і в чагарниках — тільки в зх. Лісостепу. У ЧКУ має статус «рідкісний» | [ 16 ]             | …                      |            |
| 70  | Зіновать Рошеля Chamaecytisus rochelii (Wierzb. ex Griseb. & Schenk) Rothm. | На узліссях — тільки в ок. Чернівці. У ЧКУ має статус «рідкісний» | …                  | …                      |            |
| 71  | Зіновать Скробішевського Chamaecytisus skrobiszewskii (Pacz.) Klásk. | На вапняних, крейдових і мергелевих схилах балок і річкових долин — на півдні Степу (Миколаївська й Херсонська області), рідко | [ 21 ]             | …                      |            |
| 72  | Зіновать Вульфа Chamaecytisus wulfii (Krecz.) Klásk. | у Гірському Криму та на Пд. березі Криму. У ЧКУ має статус «вразливий» | [ 22 ]             | …                      |            |
| 73  | Міхурник малоазійський Colutea cilicica Boiss. & Balansa | У сухих і світлих лісах і чагарниках; культивують у садах | [ 23 ]             | …                      |            |
| 74  | Міхурник східний Colutea orientalis Mill. | На кам'янистих схилах; культивують у садах — на південному макросхилі Кримських гір | …                  | …                      |            |
| 75  | В'язіль увінчаний Coronilla coronata L. | У світлих лісах і на західних лугових степах, на крутих схилах — на Поділлі, рідко (Львівська та Хмельницька області), у гірському Криму, зазвичай | [ 24 ]             | …                      |            |
| 76  | В'язіль критський Coronilla cretica L., syn. Securigera cretica (L.) Lassen | У ялівцевих лісах і на сухих відкритих схилах — у гірському Криму | [ 25 ]             | …                      |            |
| 77  | В'язіль стрункий Coronilla elegans Pančić, syn. Securigera elegans (Pančić) Lassen | У лісах і чагарниках — у Закарпатті, Карпатах, Лісостепу, рідко. У ЧКУ має статус «вразливий» | …                  | …                      |            |
| 78  | В'язіль носатий Coronilla rostrata Boiss. & Spruner, syn. Securigera parviflora (Desv.) Lassen | На скелястих південних схилах — на південному макросхилі Кримських гір дуже рідко | …                  | …                      |            |
| 79  | В'язіль барвистий Coronilla varia L., syn. Securigera varia (L.) Lassen | На луках, у чагарниках, зріджених сухих широколистяних лісах — по всій території | …                  | …                      |            |
| 80  | В'язіль завинений Coronilla scorpioides (L.) W.D.J.Koch | На сухих місцях і відкритих вапнякових схилах — у гірському Криму | [ 26 ]             | …                      |            |
| 81  | Coronilla securidaca L., syn. Securigera securidaca (L.) Degen & Dörfl. | У ялівцевих, дубово-грабових лісах і на відкритих схилах — на південному макросхилі Кримських гір на захід від Алушти | [ 2 ]              | …                      |            |
| 82  | Cytisus nigricans L., syn. Lembotropis nigricans (L.) Griseb. | У світлих і сухих лісах, чагарниках, на лугових степах — у західній частині до Дніпра | [ 16 ]             | …                      |            |
| 83  | Жарновець віниковий Cytisus scoparius (L.) Link, syn. Sarothamnus scoparius (L.) Wimm. ex W.D.J.Koch | У хвойних, широколистяних лісах і на галявинах — у Карпатах, в Розточчя, на Правобережному Поліссі та в Лісостепу | [ 27 ]             | …                      |            |
| 84  | Lotus graecus L., syn. Dorycnium graecum (L.) Ser. | У лісах і на узліссях — у гірському Криму, відносно рідко | [ 28 ]             | …                      |            |
| 85  | Lotus herbaceus (Vill.) Jauzein, syn. Dorycnium herbaceum Vill. | На галявинах, у чагарниках, на відкритих схилах — у гірському Криму та біля Євпаторії | [ 29 ]             | …                      |            |
| 86  | Козлятник лікарський Galega officinalis L. | На заплавних луках, на берегах річок, у чагарниках, на лісових узліссях, у букових і вільхових лісах, на вологих місцях — у Карпатах, Лісостепу, Степу, гірському Криму | [ 23 ]             | …                      |            |
| 87  | Дрік колючий Genista germanica L. | У соснових, сосново-широколистяних лісах, чагарниках і на галявинах, на піщаних і супіщаних ґрунтах — у широколистяно-лісовій зоні, звичайно; у Правобережному Лісостепу, рідше; у Лівобережному Лісостепу, дуже рідко (Полтавська обл., м. Зіньків; Сумська обл., м. Ромни)                                  | [ 3 ]              | …                      |            |
| 88  | Дрік крилатий Genista sagittalis L., syn. Genistella sagittalis (L.) Gams | У дубових лісах і на гірських луках — у Карпатах (Івано-Франківська обл., Косівський р-н, с. Добротав; Закарпатська обл., Великоберезнянський р-н), дуже рідко. У ЧКУ має статус «рідкісний» | …                  | …                      |            |
| 89  | Дрік білуватий Genista albida Willd., syn. Genista scythica Pacz. | На кам'янистих схилах, скелях — у гірському Криму та на Тарханкутському півострові | [ 27 ]             | …                      |            |
| 90  | Genista sibirica L., syn. Genista borysthenica Kotov | На пісках Нижнього Дніпра | …                  | …                      |            |
| 91  | Дрік притиснутий Genista depressa M.Bieb. | На кам'янистих місцях, осипах і в ущелинах скель — у гірському Криму | …                  | …                      |            |
| 92  | Дрік Мілля Genista millii Heldr. ex Boiss. | На кам'янистих оголеннях — у гірському Криму | …                  | …                      |            |
| 93  | Дрік волосистий Genista pilosa L. | На яйлі, в ущелинах скель і сухих соснових лісах — у гірському Криму, дуже рідко (Бабуган-яйла, ок. Алушти, гора Кастель) | …                  | …                      |            |
| 94  | Дрік чотиригранний Genista tetragona Besser | На вапнякових схилах — у Середньому Придністров'ї (Одеська обл., Красноокнянський р-н, с. Артирівка), рідко. У ЧКУ має статус «зникаючий» | …                  | …                      |            |
| 95  | Дрік фарбувальний Genista tinctoria L., у т. ч. Genista oligosperma (Andrae) Simonk., Genista tanaitica P.A.Smirn. | У світлих сухих лісах, на галявинах, серед чагарників і на сухих луках — по всій території, за винятком крайнього півдня та Криму | …                  | …                      |            |
| 96  | Солодкий корінь колючий Glycyrrhiza echinata L., у т. ч. Glycyrrhiza foetidissima Tausch | на солонцюватих луках, у чагарниках, заплавах річок і подах — на півдні Лісостепу, у Степу та Криму | [ 26 ]             | …                      |            |
| 97  | Солодкий корінь голий Glycyrrhiza glabra L. | На солонцюватих місцях, приморських схилах — на півдні Степу та в Криму, зрідка. У ЧКУ має статус «неоцінений» | …                  | …                      |            |
| 98  | Солодушка сніжно-біла Hedysarum candidum M.Bieb. | На крейдяних і вапнякових схилах — у Криму | [ 25 ]             | …                      |            |
| 99  | Солодушка крейдяна Hedysarum cretaceum Fisch. ex DC. | На крейдяних схилах — у Луганській області. У ЧКУ має статус «зникаючий» | …                  | …                      |            |
| 100 | Солодушка великоквіткова Hedysarum grandiflorum Pall. | На крейдяних і вапнякових відслоненнях — у сх. ч. Лісостепу і півд. ч. Степу, зрідка | …                  | …                      |            |
| 101 | Солодушка гірська Hedysarum hedysaroides (L.) Schinz & Thell. | На високогірних луках — у Карпатах на хр. Свидовець і Чорногора. У ЧКУ має статус «зникаючий» | …                  | …                      |            |
| 102 | Солодушка кримська Hedysarum tauricum Pall. ex Willd. | На вапнякових, крейдяних і сланцевих схилах — у Степовому та Лісостеповому Криму | …                  | …                      |            |
| 103 | Солодушка українська Hedysarum ucrainicum Kaschm. | На крейдяних відслоненнях — у Луганській області. У ЧКУ має статус «зникаючий» | …                  | …                      |            |
| 104 | Підківка війчаста Hippocrepis ciliata Willd., syn. Hippocrepis multisiliquosa subsp. ciliata (Willd.) Maire | На сухих відкритих схилах і виноградниках — у передгір'ї та на південному макросхилі Кримських гір, досить рідко | [ 25 ]             | …                      |            |
| 105 | Підківка чубата Hippocrepis comosa . | На лугових степах, вапнякових схилах і в ялівцевих лісах — у гірському Криму і західній частині Лісостепу, рідко. У ЧКУ має статус «рідкісний» | …                  | …                      |            |
| 106 | Підківка одностручкова Hippocrepis unisiliquosa L. | На сухих схилах, у чагарниках та ялівцевих лісах — на південному макросхилі Кримських гір, досить рідко | …                  | …                      |            |
| 107 | Hippocrepis emerus (L.) Lassen | У гірському Криму | [ 5 ]              | …                      |            |
| 108 | Чина безлисточкова Lathyrus aphaca L. | У світлих лісах, узліссях і сухих пагорбах — у нижньому поясі гірського Криму | [ 30 ]             | …                      |            |
| 109 | Чина нутова Lathyrus cicera L. | На сухих схилах — у пд.-зх. ч. Криму | …                  | …                      |            |
| 110 | Чина злаколиста Lathyrus nissolia L. | У світлих лісах, чагарниках, узліссях, степах — на Закарпатті, Лівобережному Лісостепу, Степу та Криму | …                  | …                      |            |
| 111 | Чина куляста Lathyrus sphaericus Retz. | Сухими схилами — в передгір'ях і на ПБК, зазвичай | …                  | …                      |            |
| 112 | Чина золотиста Lathyrus aureus (G.Lodd. ex Drapiez) D.Brândză | У листяних лісах — у гірському Криму, звичайно | [ 31 ]             | …                      |            |
| 113 | Чина шорстка Lathyrus hirsutus L. | На полях, бур'янах, сухих схилах — на Закарпатті, Лісостепу та Степу рідко; у Криму часто | …                  | …                      |            |
| 114 | Чина зігнута Lathyrus incurvus (Roth) Willd. | На луках, у чагарниках, на берегах озер, на засолених ґрунтах — у Степу та Криму, рідко | …                  | …                      |            |
| 115 | Чина гладенька Lathyrus laevigatus (Waldst. & Kit.) Gren. | У тінистих лісах, серед чагарників — У західній частині. У ЧКУ має статус «рідкісний» | …                  | …                      |            |
| 116 | Чина широколиста Lathyrus latifolius L., syn. Lathyrus sylvestris subsp. latifolius (L.) Arcang., syn. Lathyrus megalanthus Steud. | На узліссях лісів і чагарникам — у зх. ч. лісової зони та Лісостепу, у Криму, рідко | …                  | …                      |            |
| 117 | Lathyrus oleraceus Lam., syn. Pisum sativum L., у т. ч. Pisum elatius Bieb. | На сухих схилах — у Криму, у нижньому поясі макросхилу | …                  | …                      |            |
| 118 | Чина болотна Lathyrus palustris L. | На вологих луках, серед чагарників — у лісовій зоні й лісостепу | …                  | …                      |            |
| 119 | Чина горохоподібна Lathyrus pisiformis L. | У лісах, на узліссях, у чагарниках, на остепнених луках — у лісовій зоні, Лісостепу, рідше Степу | …                  | …                      |            |
| 120 | Чина лучна Lathyrus pratensis L. | На луках, у чагарниках і на узліссях лісів — по всій території, звичайно | …                  | …                      |            |
| 121 | Чина круглолиста Lathyrus rotundifolius Willd. | У лісах і чагарниках — у гірському Криму, звичайно | …                  | …                      |            |
| 122 | Чина скельна Lathyrus saxatilis (Vent.) Vis., syn. Vicia saxatilis (Vent.) Tropea | На сухих схилах, осипах — у пд. зх. ч. Криму | …                  | …                      |            |
| 123 | Чина щетинолиста Lathyrus setifolius L. | На осипах, кам'янистих місцях — у пд. зх. ч. Криму, рідко | …                  | …                      |            |
| 124 | Чина лісова Lathyrus sylvestris L. | На узліссях лісів і чагарникам — по всій території, звичайно | …                  | …                      |            |
| 125 | Чина трансильванська Lathyrus transsylvanicus (Spreng.) Rchb.f. | У тінистих лісах, чагарниках – на Закарпатті (м. Мукачево), рідко. У ЧКУ має статус «зникаючий» | …                  | …                      |            |
| 126 | Чина бульбиста Lathyrus tuberosus L. | У степах, на схилах, полях — на півдні Лісостепу, Степу та в Криму, звичайно | …                  | …                      |            |
| 127 | Чина пальчаста Lathyrus digitatus (M.Bieb.) Fiori | У лісах нижнього пояса гір — у гірському Криму, звичайно | [ 32 ]             | …                      |            |
| 128 | Чина рідкоквіткова Lathyrus laxiflorus (Desf.) Kuntze | У лісах — у гірському Криму, звичайно | …                  | …                      |            |
| 129 | Чина чорна Lathyrus niger (L.) Bernh. | У лісах, на узліссях, серед чагарників — у лісовій зоні, Лісостепу та Криму, звичайно | …                  | …                      |            |
| 130 | Чина паннонська Lathyrus pannonicus (Jacq.) Garcke, у т. ч. Lathyrus lacaitae Czefr., Lathyrus lacteus (M.Bieb.) Wissjul. | На лісових галявинах, освітлених схилах, луках, у лугових степах — у Лісостепу, на півночі Степу і в Криму | …                  | …                      |            |
| 131 | Чина ряба Lathyrus venetus (Mill.) Wohlf. | У тінистих лісах — у Лісостепу (Хмельницька обл., Кам'янець-Подільський р-н, с. Стара Ушиця; Вінницька обл., Чогілев-Подільський р-н, с. Яруга; Черкаська обл., м.Канів; Харківська обл., Харківський р-н , с. Липці). У ЧКУ має статус «вразливий»                                                           | …                  | …                      |            |
| 132 | Чина весняна Lathyrus vernus (L.) Bernh. | У тінистих лісах і чагарниках — на всій території, звичайно | …                  | …                      |            |
| 133 | Чина бліда Lathyrus pallescens (M.Bieb.) K.Koch | На лісових галявинах, освітлених схилах, засмічених місцях — на півдні Лісостепу, півночі Степу і в Криму | [ 33 ]             | …                      |            |
| 134 | Лядвенець вузьколистий Lotus angustissimus L., syn. Lotus praetermissus Kuprian. | На луках — у Криму, рідко | [ 29 ]             | …                      |            |
| 135 | Lotus frondosus (Freyn) Kuprian., syn. Lotus elisabethae Opperman | На вологих літоральних солонцюватих пісках — у приморській смузі Азовського моря (Донецька обл., Першотравневий р-н, Білосарайська коса; Крим, Арабатська Стрілка) | …                  | …                      |            |
| 136 | Lotus maritimus L., syn. Tetragonolobus maritimus (L.) Roth | На вологих луках, схилах ярів — у Лісостепу, зрідка; в Степу; в Криму, нерідко; занесений у в Поліссі та Передкарпатті | …                  | …                      |            |
| 137 | Lotus pedunculatus Cav., у т. ч. Lotus uliginosus Schkuhr | На заболочених луках — у Предкарпатті та Закарпатті | …                  | …                      |            |
| 138 | Лядвенець тонкий Lotus tenuis Waldst. & Kit. ex Willd. | На вологих засолених луках — у Карпатах, рідко | …                  | …                      |            |
| 139 | Lotus tetragonolobus L., syn. Tetragonolobus purpureus Moench | На луках – відомо з Лівобережного Степу (м. Мелітополь і ПБК, ок. м. Балаклави), занесено. | …                  | …                      |            |
| 140 | Лядвенець рогатий Lotus corniculatus L., у т. ч. Lotus alpicola (Beck) Miniaev, Ulle & Kritzk., Lotus ambiguus Besser ex Spreng., Lotus arvensis Pers., Lotus callunetorum (Üksip) Miniaev, Lotus olgae Klokov, Lotus tauricus Juz.                                                  | На луках, лісових узліссях, краях полів і дорогах, на кам'янистих оголеннях і схилах, на луговинах високих яйл — на Поліссі та Карпатах, у Лісостепу та Степу, у Криму, звичайно | …                  | …                      |            |
| 141 | Lotus ornithopodioides L. | Наводиться для Лівобережного Злакового Степу (Херсонська область) та Криму (ПБК, окол. Масандри; річка Карасу) | [ 5 ]              | …                      |            |
| 142 | Lotus stepposus Kramina | У Лісостепу та Степу, зрідка | …                  | …                      |            |
| 143 | Люцерна арабська Medicago arabica L. | На вологих схилах, дорогами, вздовж канав, на занедбаних плантаціях — у Криму | [ 34 ]             | …                      |            |
| 144 | Люцерна приморська Medicago marina L. | На приморських пісках — у Криму (Тарханкутський півострів). У ЧКУ має статус «вразливий» | …                  | …                      |            |
| 145 | Люцерна маленька Medicago minima (L.) Bartal. | На кам'янистих і піщаних місцях — у південних степових районах і Криму, звичайний, іноді заноситься на північ, у Лісостеп і Полісся | …                  | …                      |            |
| 146 | Люцерна куляста Medicago orbicularis (L.) Bartal. | На трав'янистих і кам'янистих схилах, у виноградниках, садах, посівах і біля доріг — у Криму, звичайний; на півдні Правобережного Степу, рідко | …                  | …                      |            |
| 147 | Люцерна рання Medicago praecox DC. | На сухих схилах та у виноградниках — у Криму, рідко | …                  | …                      |            |
| 148 | Medicago brachycarpa Fisch. ex M.Bieb., syn. Melilotoides brachycarpa (Fisch. ex M.Bieb.) Soják | Дуже рідко в Криму (с. Оборонне Балаклавського району м. Севастополя) | [ 5 ]              | …                      |            |
| 149 | Люцерна крейдяна Medicago cretacea M.Bieb., syn. Crimea cretacea (M.Bieb.) Vassilcz. | У Криму (Кримський Степ, Гірський Крим, передгір`я, ПБК) | …                  | …                      |            |
| 150 | Люцерна серпувата Medicago falcata L. | У степових районах, Лісостепу (на степових схилах), на півдні Полісся, а також у Причорномор'ї та Криму | …                  | …                      |            |
| 151 | Medicago truncatula Gaertn. | На Південному березі Криму | …                  | …                      |            |
| 152 | Medicago medicaginoides (Retz.) E.Small, syn. Trigonella tenuis Fisch. ex M.Bieb. | На кам'янистих схилах — у гірському Криму, рідко | [ 35 ]             | …                      |            |
| 153 | Medicago fischeriana (Ser.) Trautv., syn. Trigonella fischeriana Ser. | На кам'янистих схилах – у Криму (Карадаг) | [ 35 ]             | …                      |            |
| 154 | Люцерна хмелецвіта Medicago lupulina L. | На луках, узліссях, на трав'янистих схилах, як бур'ян у посівах і біля доріг — по всій території, звичайний | …                  | …                      |            |
| 155 | Medicago monspeliaca (L.) Trautv., syn. Trigonella monspeliaca L. | На кам'янистих місцях, скелях, в садах і виноградниках — на півдні Степу і в Криму | …                  | …                      |            |
| 156 | Люцерна жорсткувата Medicago rigidula (L.) All. | На сухих схилах, у ялівцевих лісах, іноді як бур'ян — на півдні Степу та в Криму | …                  | …                      |            |
| 157 | Люцерна скельна Medicago rupestris M.Bieb. | На крейдяних і вапнякових схилах, урвищах і скелях — у Криму, рідко (ок. Сімферополя та Білогірська) | …                  | …                      |            |
| 158 | Люцерна сійна Medicago sativa L., у т. ч. Medicago glutinosa M.Bieb. | На полях, луках, культурних пасовищах – культивується по всій території; зустрічається як дика на луках, у степах, на трав'янистих схилах | …                  | …                      |            |
| 159 | Люцерна скелелюбна Medicago saxatilis M.Bieb. | На вапнякових і крейдяних схилах — від Севастополя до Сімферополя. У ЧКУ має статус «неоцінений» | …                  | …                      |            |
| 160 | Люцерна щитоподібна Medicago scutellata (L.) Mill. | На засмічених місцях, узліссях — на заході Лісостепу, рідко; на Лівобережжі (м. Дніпро) і в Криму (ок. Севастополя та Балаклави) | …                  | …                      |            |
| 161 | Люцерна мінлива Medicago polymorpha L. | У передгір'ї і на Південному Березі Криму, досить часто | …                  | …                      |            |
| 162 | Буркун пісковий Melilotus arenarius Grecescu | На піщаних місцях, дюнах, літоралі Чорного моря — на крайньому заході Степу (Одеська обл., Кілійська дельта Дуна, коса Східна; Татарбунарський р-н, с. Приморське) | [ 36 ]             | …                      |            |
| 163 | Буркун зубчастий Melilotus dentatus (Waldst. & Kit.) Desf. | На солонцях, солонцюватих луках — у Лісостепу та Степу | …                  | …                      |            |
| 164 | Буркун білий Melilotus albus Medik. | На луках, у перелісках, інколи у більш вологих місцях — по всій території | [ 37 ]             | …                      |            |
| 165 | Буркун високий Melilotus altissimus Thuill. | На луках, вологих місцях, біля берегів — відомий з Лісостепу (міста Кам'янець-Подільський, Вінниця, Харків) | …                  | …                      |            |
| 166 | Буркун неаполітанський Melilotus neapolitanus Ten. | На сухих схилах та у світлих хвойних лісах — у Криму | …                  | …                      |            |
| 167 | Буркун лікарський Melilotus officinalis (L.) Lam. | На луках, схилах, лісових узліссях, бур'янах, у посівах — по всій території | …                  | …                      |            |
| 168 | Буркун кримський Melilotus tauricus (M.Bieb.) Ser. | На сухих кам'янистих схилах, у світлих лісах, садах і виноградниках — у Криму | …                  | …                      |            |
| 169 | Буркун волзький Melilotus wolgicus Poir. | На степах і степових схилах, долинах степових річок, глинистим урвищам берегів, на солонцюватих луках — у Лівобережному Лісостепу та Степу, зрідка; занесено на північ (м. Харків) | …                  | …                      |            |
| 170 | Melilotus polonicus (L.) Pall. | Причорномор'я (пониззя Дніпра) | [ 5 ]              | …                      |            |
| 171 | Еспарцет Палляса Onobrychis pallasii (Willd.) M.Bieb. | На вапнякових і крейдяних відслоненнях — у Криму, часто. У ЧКУ має статус «вразливий» | [ 25 ]             | …                      |            |
| 172 | Еспарцет пісковий Onobrychis arenaria (Kit.) DC., у т. ч. Onobrychis borysthenica (Širj.) Klokov, Onobrychis miniata Steven | На лісових узліссях, у чагарниках, на степових схилах і суходолових луках — у зх. Лісостепу та зх. ч. Степу | [ 38 ]             | …                      |            |
| 173 | Еспарцет стрункий Onobrychis gracilis Besser | На степових і кам'янистих схилах, по чагарниках — у Правобережній Степу, рідко; в Криму (Тарханкутський півострів) | …                  | …                      |            |
| 174 | Еспарцет безколючковий Onobrychis inermis Steven | На степових луках і схилах — вказувався для Криму (ок. м. Керчі) | …                  | …                      |            |
| 175 | Еспарцет яйлинський Onobrychis jailae Czernova | На гірських луках, високих яйлах — у Криму, часто | …                  | …                      |            |
| 176 | Еспарцет сухостеповий Onobrychis tesquicola Krytzka | На вапнякових схилах — у Правобережному Степу | …                  | …                      |            |
| 177 | Еспарцет закавказький Onobrychis transcaucasica Grossh. | На сухих луках і трав'янистих гірських схилах — у Криму | …                  | …                      |            |
| 178 | Еспарцет Васильченка Onobrychis vassilczenkoi Grossh. | На крейдяних відслоненнях — відомий тільки з донецького Лісостепу (Луганська область). У ЧКУ має статус «зникаючий» | …                  | …                      |            |
| 179 | Вовчуг польовий Ononis arvensis L. | На луках і остепнених схилах — на всій території | [ 16 ]             | …                      |            |
| 180 | Вовчуг маленький Ononis pusilla L. | На сухих кам'янистих місцях — у Криму | …                  | …                      |            |
| 181 | Вовчуг колючий Ononis spinosa L., у т. ч. Ononis leiosperma Boiss., Ononis procurrens Wallr. | На піщаних берегах річок і схилах — у західному Поліссі, дуже рідко (Волинська обл., ок. смт Турійськ і м. Володимир-Волинський) | …                  | …                      |            |
| 182 | Oxytropis campestris (L.) DC. | Наводиться для Карпат | [ 5 ]              | …                      |            |
| 183 | Oxytropis halleri Bunge ex W.D.J.Koch | Наводиться для Карпат, але зразки в гербарних колекціях України відсутні | …                  | …                      |            |
| 184 | Горобинець карпатський Oxytropis carpatica R.Uechtr. | На скелях у субальпійському поясі — у Карпатах, дуже рідко (Чернівецька та Закарпатська обл.) | [ 39 ]             | …                      |            |
| 185 | Горобинець Палляса Oxytropis pallasii Pers. | На кам'янистих сухих схилах гір і пагорбів — у Криму, головним чином на сході | [ 26 ]             | …                      |            |
| 186 | Горобинець волосистий Oxytropis pilosa (L.) DC. | На степових ділянках і кам'янистих відслоненнях — у Степу і півд. ч. Лісостепу, звичайний | …                  | …                      |            |
| 187 | Завійник колючий Scorpiurus muricatus L. | На сухих відкритих схилах — на південному макросхилі Кримських гір, рідко (від Сімеїзу до Алупки) | [ 26 ]             | …                      |            |
| 188 | Софора Жобера Sophora jaubertii Spach, syn. Vexibia alopecuroides subsp. jaubertii (Spach) Yakovlev | У Криму зустрічається тільки в Кримських горах (Уч-Кош біля Ялти, села Партизанське і Дров'янка) | [ 40 ]             | …                      |            |
| 189 | Конюшина альпійська Trifolium alpestre L. | На сухих лісових і гірських галявинах, у світлих лісах і чагарниках — на всій території | [ 2 ]              | …                      |            |
| 190 | Конюшина польова Trifolium arvense L. | На сухих схилах, у луговому степу, світлих лісах — на всій території, досить звичайний | …                  | …                      |            |
| 191 | Конюшина розлога Trifolium diffusum Ehrh. | На солончакуватих луках, у кам'янистих місцях — у Донецькому Лісостепу, на півдні Степу і в Пд. Криму (Феодосійська міськрада, смт Судак, Карадазький заповідник) | …                  | …                      |            |
| 192 | Конюшина коротковолосиста Trifolium hirtum All. | На сухих схилах та оголеннях, дорогами у світлих лісах — у пд. Криму, досить звичайний | …                  | …                      |            |
| 193 | Конюшина середня Trifolium medium L. | На лісових і гірських луках, у світлих лісах і чагарниках — на всій території | …                  | …                      |            |
| 194 | Конюшина лучна Trifolium pratense L., у т. ч. Trifolium borysthenicum Gruner, Trifolium pratense var. kotulae Pawl. | На лісових і заплавних луках, уздовж доріг, б. м. вологих місцях проживання — на всій території; звичайний у лісових і лісостепових районах, у степових районах екстразональний | …                  | …                      |            |
| 195 | Конюшина червонувата Trifolium rubens L. | На луках, по узліссях і чагарниках — зрідка в зх. ч. до Дніпра. У ЧКУ має статус «рідкісний» | …                  | …                      |            |
| 196 | Конюшина шорстка Trifolium scabrum L. | На сухих щебенистих схилах, у світлих лісах і чагарниках — у гірському Криму досить часто. | …                  | …                      |            |
| 197 | Конюшина двозначна Trifolium ambiguum M.Bieb., syn. Amoria ambigua (M.Bieb.) Soják | На річкових, гірських і лісових луках, у пониженнях, балках, уздовж доріг, на вигонах — у пд. ч. Лісостепу, Степу та Криму | [ 41 ]             | …                      |            |
| 198 | Конюшина кутаста Trifolium angulatum Waldst. & Kit., syn. Amoria angulata (Waldst. & Kit.) C.Presl | У солонцюватих западинах злаково-полинних степів — у Лівобережному Степу рідко | …                  | …                      |            |
| 199 | Конюшина вузьколиста Trifolium angustifolium L. | На сухих трав'янистих схилах, у світлих лісах і чагарниках — на ПБК (від Рибальського до Севастополя) звичайний; відзначений на яйлі та в околицях Сімферополя | …                  | …                      |            |
| 200 | Конюшина їжакувата Trifolium echinatum M.Bieb. | На трав'янистих галявинах в рідколіссях — на ПБК (ок. м. Балаклави), дуже рідко | …                  | …                      |            |
| 201 | Конюшина суничкувата Trifolium fragiferum L., syn. Amoria fragifera (L.) Roskov | На луках, у долинах, по балках, на випасах, часто на солонцюватих ґрунтах — у Лісостепу, Степу та Криму, крім яйли, досить звичайно; у лісових районах, рідше | …                  | …                      |            |
| 202 | Trifolium grandiflorum Schreb., syn. Trifolium speciosum Willd., Chrysaspis grandiflora (Schreb.) Hendrych | На сухих схилах, у світлих лісах і рідкісному лісі — на ПБК | …                  | …                      |            |
| 203 | Конюшина гібридна Trifolium hybridum L., syn. Amoria hybrida (L.) C.Presl | На луках, лісових галявинах, частіше у долинах по всій Україні, крім степових біоценозів; досить рідко в Криму | …                  | …                      |            |
| 204 | Конюшина лопухова Trifolium lappaceum L. | На сухих трав'янистих схилах — на ПБК, від гори Аюдаг до м. Балаклави, рідко | …                  | …                      |            |
| 205 | Конюшина блідоцвіта Trifolium leucanthum M.Bieb. | На сухих схилах, у світлих лісах, дорогами — на ПБК (від Севастополя до Феодосії) та Керченському півострові | …                  | …                      |            |
| 206 | Конюшина гірська Trifolium montanum L., syn. Amoria montana (L.) Soják | На сухих луках, узліссях, у світлих лісах і чагарниках — на всій території, крім Степу | …                  | …                      |            |
| 207 | Конюшина блідо-жовта Trifolium ochroleucon Huds., у т. ч. Trifolium caucasicum Tausch | На луках, в узліссях і чагарниках — у Карпатах, Лісостепу (Поділля), в Степу (південний захід) | …                  | …                      |            |
| 208 | Конюшина паннонська Trifolium pannonicum Jacq. | На сухих луках, по узліссях і в світлих лісах — у зах. ч. лісових і лісостепових районів | …                  | …                      |            |
| 209 | Конюшина тимофіївкова Trifolium phleoides Pourr. ex Willd. | На сухих схилах у Криму, дуже рідко (ок. Сімферополя, Ай-Петринська) | …                  | …                      |            |
| 210 | Конюшина повзуча Trifolium repens L., syn. Amoria repens (L.) C.Presl | На луках, у долинах, балках — на всій території, звичайний, крім високогір'я Карпат; у Степу у надмірно зволожених місцях | …                  | …                      |            |
| 211 | Конюшина обернена Trifolium resupinatum L., Amoria resupinata (L.) Roskov | На засолених луках — у Лівобережному Степу (Херсонська обл., м. Гола Пристань), дуже рідко, і в культурі (Житомирська та Вінницька області) | …                  | …                      |            |
| 212 | Конюшина притуплена Trifolium retusum L., Amoria retusa (L.) Dostál | На сухих луках, частіше на засолених ґрунтах, у пониженнях, на випасах — на південному сході Степу і в пн. ч. Криму, на ПБК, рідко | …                  | …                      |            |
| 213 | Конюшина луската Trifolium squamosum L. | На сухих щебенистих схилах – на ПБК, рідко | …                  | …                      |            |
| 214 | Конюшина смугаста Trifolium striatum L. | На трав'янистих схилах, лісових галявинах і вздовж лісових доріг — у гірському Криму, Присивашші та на Керченському півострові, досить часто | …                  | …                      |            |
| 215 | Конюшина підземна Trifolium subterraneum L. | На трав'янистих галявинах, серед чагарників — на півдні Степу (Херсонська обл., Новотроїцький р-н, с. Софіївка) та ПБК (на захід від Алушти), досить рідко | …                  | …                      |            |
| 216 | Конюшина пухирчаста Trifolium vesiculosum Savi, Amoria vesiculosa (Savi) Roskov | На сухих трав'янистих схилах — у південно-західній частині Степу (Одеська обл., міста Пилково, Одеса), дуже рідко | …                  | …                      |            |
| 217 | Конюшина золотиста Trifolium aureum Pollich, syn. Chrysaspis aurea (Pollich) Greene | На лісових і гірських луках, по чагарниках — у лісових районах і Лісостепу, досить звичайно; у Степу та Криму, рідко | [ 37 ]             | …                      |            |
| 218 | Конюшина коричнева Trifolium badium Schreb., syn. Chrysaspis badia (Schreb.) Greene | На високогірних луках (полонинах) — у Карпатах на Свидовецькому хребті (гори Драгобрат та Близниця). У ЧКУ має статус «рідкісний» | …                  | …                      |            |
| 219 | Конюшина рівнинна Trifolium campestre Schreb., syn. Chrysaspis campestris (Schreb.) Desv. | На сухих луках, щебенистих схилах, у світлих лісах і чагарниках — на всій території | …                  | …                      |            |
| 220 | Конюшина дрібноголівчаста Trifolium dubium Sibth., syn. Chrysaspis dubia (Sibth.) Greene | На лугах, у долинах, на пологих схилах — у лісових районах і Лісостепу, розсіяно; у Степу і Криму (ок. Ялти і Сімферопольський р-н, с. Краснолісся), зрідка | …                  | …                      |            |
| 221 | Конюшина люпинова Trifolium lupinaster L., syn. Lupinaster albus Link, Lupinaster litwinowii (Iljin) Roskov, Lupinaster pentaphyllus Moench | На луках, в чагарниках — У лісових і лісостепових районах Правобережжя, рідко. У ЧКУ має статус «вразливий» | …                  | …                      |            |
| 222 | Конюшина каштанова Trifolium spadiceum L., syn. Chrysaspis spadicea (L.) Greene | На лісових і гірських луках, в долинах і ярах — в лісових районах і на півночі Лісостепу | …                  | …                      |            |
| 223 | Trifolium bithynicum Boiss. | У Криму (яйла Ай-Петрі) | [ 5 ]              | …                      |            |
| 224 | Конюшина багряна Trifolium incarnatum L., syn. Trifolium molinerii Balb. ex Hornem. | Південний Берег Криму | …                  | …                      |            |
| 225 | Trifolium pallescens Schreb., syn. Amoria pallescens (Schreb.) C.Presl | Для території України наведено за єдиним гербарним зразком, що зберігається в Санкт-Петербурзі: Закарпатська обл., хр. Свидовець на вершині гори Близниця | …                  | …                      |            |
| 226 | Trifolium patens Schreb., syn. Chrysaspis patens (Schreb.) Holub | В Україні вид відомий лише на Закарпатті | …                  | …                      |            |
| 227 | Trifolium sarosiense Hazsl. | Вид відомий лише з одного локалітету: Ів.-Франкіська область, Галицький район, околиці с. Бовшів, Касова гора | …                  | …                      |            |
| 228 | Гуньба блакитнувата Trigonella coerulescens (M.Bieb.) Halácsy | На крейдяних схилах — у передгір'ях Криму, рідко (ок. Білогірська та Бахчисараю) | [ 35 ]             | …                      |            |
| 229 | Гуньба мечувата Trigonella gladiata Steven ex M.Bieb. | На сухих кам'янистих і щебеневих схилах — у Криму | …                  | …                      |            |
| 230 | Гуньба лежача Trigonella procumbens (Besser) Rchb. | На річкових пісках, засолених луках і в чагарниках — на півдні Степу, рідше на півдні Лісостепу | …                  | …                      |            |
| 231 | Гуньба турецька Trigonella smyrnea Boiss. | На кам'янистих схилах і в ялівцевих лісах — у гірському Криму, дуже рідко (ок. Балаклави) | …                  | …                      |            |
| 232 | Гуньба колосиста Trigonella spicata Sm. | На кам'янистих і крейдяних схилах — у гірському Криму | …                  | …                      |            |
| 233 | Trigonella spruneriana Boiss. | У Гірському Криму (південно-західна частина), дуже рідко | [ 5 ]              | …                      |            |
| 234 | Trigonella strangulata Boiss. | Дуже рідко в Гірському Криму (південно-західна частина, околиці м. Балаклава Балаклавського району міста Севастополя) | …                  | …                      |            |
| 235 | Гуньба тонка Trigonella striata L.f. | У Криму (передгір'я), зрідка | …                  | …                      |            |
| 236 | Vicia sparsiflora Ten. | ? | [ 42 ]             | …                      |            |
| 237 | Vicia anatolica Turrill | У Криму: Керченський півострів, Південний Берег Криму | [ 5 ]              | …                      |            |
| 238 | Вика Біберштайна Vicia biebersteinii Besser ex M.Bieb. | Зрідка в лісостепових і степових районах України, а також у Криму (ПБК) | …                  | …                      |            |
| 239 | Вика гібридна Vicia hybrida L. | Гірський Крим, Південний Берег Криму | …                  | …                      |            |
| 240 | Вика жовта Vicia lutea L. | Наводиться для західних регіонів України і Криму (околиці Нікітського ботанічного саду); потребує перевірки | …                  | …                      |            |
| 241 | Вика найтонша Vicia tenuissima (M.Bieb.) Schinz & Thell., syn. Ervum tenuissimum M.Bieb. | У Гірському Криму, на яйлі та Південному березі Криму | …                  | …                      |            |
| 242 | Вика волохата Vicia villosa Roth | Звичайно майже по всій території України, а також в Криму, зрідка | …                  | …                      |            |
| 243 | Вика дворічна Vicia biennis L. | На луках, у чагарниках — у Лісостепу і Степу басейнів Дніпра і Сів. Дінця | [ 30 ]             | …                      |            |
| 244 | Вика кашубська Vicia cassubica L. | У чагарниках і на узліссях — в лісовій зоні, Лісостепу і гірському Криму | …                  | …                      |            |
| 245 | Вика далматська Vicia dalmatica A.Kern. | У сухих світлих лісах, чагарниках, на узліссях і трав'янистих схилах — у гірському Криму | …                  | …                      |            |
| 246 | Вика чагарникова Vicia dumetorum L. | У лісах і чагарниках — в лісовій зоні та Лісостепу | …                  | …                      |            |
| 247 | Vicia lentoides (Ten.) Coss. & Germ., Lens nigricans (M.Bieb.) Webb & Berthel. | На кам'янистих схилах, у чагарниках — у Криму в передгір'ї і на південному макросхилі | …                  | …                      |            |
| 248 | Vicia orientalis (Boiss.) Bég. & Diratz., syn. Lens orientalis (Boiss.) Hand.-Mazz. | У ялівцевих лісах – у Криму, дуже рідко (с. Колгоспне Севастопольського р-ну). У ЧКУ має статус «зникаючий» | …                  | …                      |            |
| 249 | Вика мишачий горошок Vicia cracca L. | На луках, трав'янистих схилах, у чагарниках, на узліссях — на всій території | …                  | …                      |            |
| 250 | Вика лісова Vicia sylvatica L. | У тінистих лісах і чагарниках — в лісовій зоні і Лісостепу | …                  | …                      |            |
| 251 | Вика тонколиста Vicia tenuifolia Roth | На сухих луках, степових схилах, в чагарниках — в Лісостепу і Степу, зазвичай; в лісовій зоні, рідше | …                  | …                      |            |
| 252 | Вика малоазійська Vicia bithynica (L.) L. | У світлих лісах, чагарниках — у гірському Криму, переважно в нижньому поясі південного макросхилу | [ 43 ]             | …                      |            |
| 253 | Вика великоцвіта Vicia grandiflora Scop. | На галявинах і луках — на всій території | …                  | …                      |            |
| 254 | Вика горошкова Vicia lathyroides L. | На сухих відкритих схилах, в кустарів і ялівцевих лісах — в Степу й гірському Криму | …                  | …                      |            |
| 255 | Вика нарбонська Vicia narbonensis L. | На схилах пагорбів і узліссях — у Криму | …                  | …                      |            |
| 256 | Вика паннонська Vicia pannonica Crantz | На луках, галявинах і відкритих схилах — у Степу та Криму | …                  | …                      |            |
| 257 | Вика чужоземна Vicia peregrina L. | На скелях і відкритих сухих схилах — у Криму (Керченський півострів і гірський Крим) | …                  | …                      |            |
| 258 | Вика звичайна Vicia sativa L. | На відкритих схилах, узліссях, уздовж полів, у посівах — на всій території | …                  | …                      |            |
| 259 | Вика підтинна Vicia sepium L. | На галявинах, луках, у чагарниках — у лісовій зоні й лісостепу звичайний; у степу зрідка | …                  | …                      |            |
| 260 | Вика шорстка Vicia hirsuta (L.) Gray, syn. Ervilia hirsuta (L.) Opiz | На сухих схилах, в чагарниках, світлих сухих лісах, в виноградниках, садах і посівах — на всій території | [ 44 ]             | …                      |            |
| 261 | Вика Лоїзелеура Vicia loiseleurii (M.Bieb.) Litv., syn. Ervilia loiseleurii (M.Bieb.) H.Schaef., Coulot & Rabaute | У чагарниках і на лугових схилах – на південному макросхилі Кримських гір | …                  | …                      |            |
| 262 | Вика горохоподібна Vicia pisiformis L. | У листяних лісах, на галявинах, у чагарниках — на всій території, в Степу рідше | …                  | …                      |            |
| 263 | Вика чотиринасінна Vicia tetrasperma (L.) Schreb., syn. Ervum tetraspermum L. | На луках, у чагарниках і посівах — на всій території | …                  | …                      |            |
| 264 | Китятки альпійські Polygala alpestris Rchb. | На високогірних луках в альпійському і субальпійському поясах — у Карпатах, зрідка | [ 45 ]             | Китяткові Polygalaceae |            |
| 265 | Китятки турецькі Polygala anatolica Boiss. & Heldr. | На схилах, у світлих лісах, серед чагарників — у всьому Криму, але переважно у гірських районах | …                  | …                      |            |
| 266 | Китятки чубаті Polygala comosa Schkuhr | На лісових галявинах, узліссях, річкових луках і степових западинках — на Поліссі та в Лісостепу, звичайний; у передгір'ї Карпат, Закарпатті та степовій зоні, рідше; на півдні, рідко (тільки в долинах річок); в Криму, в горах                                                                             | …                  | …                      |            |
| 267 | Китятки великі Polygala major Jacq. | На кам'янистих і скелястих схилах, на вапняках — Одеська область, Крим | …                  | …                      |            |
| 268 | Китятки звичайні Polygala vulgaris L. | На вологих луках — дуже багато на гірських луках у Карпатах; значно рідше в Расточчі-Опіллі, Поліссі та на півночі Лісостепу | …                  | …                      |            |
| 269 | Китятки гіркі Polygala amara L. | На скелях, вапняках — у Карпатах (хр. Свидовець Чивчино-Гринявські гори. Мармарошські Альпи) | [ 46 ]             | …                      |            |
| 270 | Китятки гіркуваті Polygala amarella Crantz | На вологих, заболочених луках і торфовищах — у високогірному поясі Карпат, на Поліссі, нерідко; у пн. ч. Лісостепу, рідко | …                  | …                      |            |
| 271 | Китятки сибірські Polygala sibirica L. | На глинистих і кам'янистих схилах (вапнякових, крейдяних) — по Дністру і його притоках, рідко; в басейні Сів. Дінця і на півдні Донецької обл. і р. Міуса | …                  | …                      |            |
| 272 | Китятки лежачі Polygala supina Schreb., у т. ч. Polygala andrachnoides Willd. | На кам'янистих схилах, вапняках, гірських луках, у передгір'ях і на яйлі — у гірському Криму (у передгір'ї, на яйлі), зрідка | …                  | …                      |            |
| 273 | Китятки крейдяні Polygala cretacea Kotov | На крейдяних і вапнякових оголеннях — у басейні Півн. Донця та окремі місця знаходження в пн. ч. Лівобережного Полісся (бл. м. Глухова) та в басейні річки Міус | [ 47 ]             | …                      |            |